# Lista odcinków serialu Czysta krew
Poniżej znajduje się lista odcinków serialu telewizyjnego Czysta krew – emitowanego przez amerykańską stację telewizyjną HBO od 7 września 2008. W Polsce jest emitowany przez stację HBO Polska od 7 lutego 2009 roku. Serial jest też emitowany na kanale FOX Life.	

## Przegląd sezonów
| Sezon | Sezon | Odcinki | Premierowa emisja (HBO) | Premierowa emisja (HBO) | Premierowa emisja (HBO Polska) | Premierowa emisja (HBO Polska) | Wydanie DVD       | Wydanie DVD      |
| Sezon | Sezon | Odcinki | Premiera sezonu         | Finał sezonu            | Premiera sezonu                | Finał sezonu                   | USA               | Polska           |
| ----- | ----- | ------- | ----------------------- | ----------------------- | ------------------------------ | ------------------------------ | ----------------- | ---------------- |
|       | 1     | 12      | 7 września 2008         | 23 listopada 2008       | 7 lutego 2009                  | 25 kwietnia 2009               | 19 maja 2009      | 19 lutego 2010   |
|       | 2     | 12      | 14 czerwca 2009         | 13 września 2009        | 28 listopada 2009              | 13 lutego 2010                 | 25 maja 2010      | 24 września 2010 |
|       | 3     | 12      | 13 czerwca 2010         | 12 września 2010        | 4 grudnia 2010                 | 19 lutego 2011                 | 31 maja 2011      | 30 maja 2011     |
|       | 4     | 12      | 26 czerwca 2011         | 11 września 2011        | 1 października 2011            | 17 grudnia 2011                | 29 maja 2012      | 25 maja 2012     |
|       | 5     | 12      | 10 czerwca 2012         | 26 sierpnia 2012        | 29 września 2012               | 15 grudnia 2012                | 21 maja 2013      | 17 maja 2013     |
|       | 6     | 10      | 16 czerwca 2013         | 18 sierpnia 2013        | 17 czerwca 2013                | 19 sierpnia 2013               | 3 czerwca 2014    | 23 maja 2014     |
|       | 7     | 10      | 22 czerwca 2014         | 24 sierpnia 2014        | 23 czerwca 2014                | 25 sierpnia 2014               | 11 listopada 2014 | 22 maja 2015     |

### Sezon 1 (2008)
Premiera serialu Czysta krew w Polsce miała miejsce 7 lutego 2009 roku na kanale HBO Polska.	
| № | #  | Tytuł                      | Polski tytuł                   | Reżyseria            | Scenariusz    | Premiera (HBO)       | Premiera w Polsce (HBO Polska) |
| --- | -- | -------------------------- | ------------------------------ | -------------------- | ------------- | -------------------- | ------------------------------ |
| 1 | 1  | Strange Love               | Dziwna miłość                  | Alan Ball            | Alan Ball     | 7 września 2008      | 7 lutego 2009                  |
| Bar Merlott’s, kelnerka Sookie, która ma dar czytania w ludzkich myślach, ratuje jednego z klientów, 173-letniego wampira Billa, z rąk opryszków. W tym samym czasie brat Sookie, Jason, spędza wieczór w towarzystwie miejscowej dziewczyny Maudette Pickens, która raczy go domowej produkcji filmem porno. Maudette Pickens zostaje zamordowana. Następnego dnia po Jasona zjawiają się policjanci. Sookie umawia się z Billem na spotkanie po pracy. |    |                            |                                |                      |               |                      |                                |
| 2 | 2  | The First Taste            | Pierwszy raz                   | Scott Winant         | Alan Ball     | 14 września 2008     | 14 lutego 2009                 |
| W nocy na parkingu przed barem Sookie zostaje dotkliwie pobita. Dziewczyna mdleje, a kiedy odzyskuje przytomność, widzi obok siebie klęczącego Billa, który domaga się, aby wypiła trochę jego krwi. Jason jest przesłuchiwany w sprawie morderstwa Maudette Pickens. W wiadomościach telewizyjnych podają informację o śmierci czcigodnego Theodora Newlinwasa, który zginął w podejrzanym wypadku samochodowym. Po pracy Sookie jedzie do domu Billa. |    |                            |                                |                      |               |                      |                                |
| 3 | 3  | Mine                       | Ona jest moja                  | John Dahl            | Alan Ball     | 21 września 2008     | 21 lutego 2009                 |
| By chronić Sookie, Bill mówi swoim gościom, że dziewczyna należy do niego. Sookie oznajmia wampirowi, że nie powinni się więcej spotykać. W przyczepie Tara, nowa barmanka opowiada Samowi (właściciel baru) o swoich problemach z matką. Poruszając coraz bardziej intymne tematy, para zbliża się do siebie. Miłosne igraszki Dawn i Jasona zamieniają się w poważną kłótnię. Dziewczyna wyrzuca Jasona za drzwi. Następnego dnia Dawn nie zjawia się w pracy. Sam prosi Sookie, aby pojechała sprawdzić, co się z nią dzieje. |    |                            |                                |                      |               |                      |                                |
| 4 | 4  | Escape from Dragon House   | Ucieczka                       | Michael Lehmann      | Brian Buckner | 28 września 2008     | 28 lutego 2009                 |
| Jason zostaje aresztowany pod zarzutem zamordowania Dawn. Tara daje chłopakowi alibi. Jason, pobudzony działaniem specyfiku od Lafayette’a trafia do szpitala. Sookie prosi Billa aby zabrał ją do Fangtasii – popularnego baru wampirów. Dziewczyna poznaje tam wampira o imieniu Eric. |    |                            |                                |                      |               |                      |                                |
| 5 | 5  | Sparks Fly Out             | Iskrzenie                      | Daniel Minahan       | Alexander Woo | 5 października 2008  | 7 marca 2009                   |
| Wściekła Tara wpada do domu Lafayette’a i robi mu awanturę o pokątny handel krwią wampirów. Sookie dowiaduje się, że Tara zapewniła Jasonowi fałszywe alibi. Dziewczyna wybiera się na prelekcję Billa w kościele. Na koniec spotkania burmistrz wręcza Billowi starą fotografię, na której widać żonę i dzieci Billa z czasów, kiedy był on człowiekiem. |    |                            |                                |                      |               |                      |                                |
| 6 | 6  | Cold Ground                | Zimna ziemia                   | Nick Gomez           | Raelle Tucker | 12 października 2008 | 14 marca 2009                  |
| Sookie znajduje w kuchni zakrwawione zwłoki swojej babci. W domu pojawiają się także Bill i Sam. Prowadzący śledztwo Andy żałuje, że zwolnił Jasona, jednak Bud nie może uwierzyć, aby ten zamordował własną babcię. Jason jest w tym czasie zajęty niejaką Randi Sue. Dopiero po przyjeździe do pracy dowiaduje się o wszystkim i zdenerwowany jedzie do siostry, którą obwinia o śmierć babci. Bill budzi się z koszmarnego snu, w którym widzi, jak ktoś atakuje Sookie. Tuż po zachodzie słońca jedzie do niej do domu. Mimo że Sookie spokojnie śpi, postanawia zostać na straży. Po pogrzebie babci, zbierając się do snu, Sookie odczuwa nagły przypływ pragnienia, które prowadzi ją do domu Billa. |    |                            |                                |                      |               |                      |                                |
| 7 | 7  | Burning House of Love      | Płonący dom miłości            | Marcos Siega         | Chris Offutt  | 19 października 2008 | 21 marca 2009                  |
| Sookie wyznaje Billowi, że w dzieciństwie była molestowana przez wujka Bartletta. Dziewczyna nie zauważa, że w oczach Billa pojawia się żądza odwetu. Jason w poszukiwaniu krwi wampirów trafia do Fangtasii, gdzie szybko pada ofiarą Pam. Całe zdarzenie obserwuje Amy, która ratuje Jasona z opresji. Przepełnieni gniewem Royce, Wayne i Chuck planują napaść na dom wampirów. Tymczasem zdesperowana Sookie szuka Billa w jego krypcie. |    |                            |                                |                      |               |                      |                                |
| 8 | 8  | The Fourth Man in the Fire | Czwarte zwłoki                 | Michael Lehmann      | Alexander Woo | 26 października 2008 | 28 marca 2009                  |
| Okazuje się, że Bill jest cały i zdrowy. Sam jest wyraźnie rozczarowany tą wiadomością. Amy chce się zatrudnić na miejsce Dawn. Sookie pragnie ją ostrzec przed bratem, ale dziewczyna nie chce jej słuchać. Amy i Jason pojawiają się w domu wampira Eddiego. Chłopak jest zszokowany okrucieństwem, z jakim dziewczyna go traktuje. Bill i Sookie zostają uwikłani w brudne interesy. Eric prosi Sookie o pomoc w odnalezieniu złodzieja 60 000 dolarów. |    |                            |                                |                      |               |                      |                                |
| 9 | 9  | Plaisir D’Amour            | Słodka chwila miłości          | Anthony M. Hemingway | Brian Buckner | 2 listopada 2008     | 4 kwietnia 2009                |
| Jason wraz z Amy wypijają krew obezwładnionego Eddiego. Następnie, na oczach wampira, oddają się miłosnej ekstazie. Bill i Sookie odkrywają, że ktoś okrutnie okaleczył ukochaną kotkę Sookie, Tinę. Sam zjawia się z bukietem kwiatów u Tary. Eric i Pam przychodzą po Billa. Chcą zaprowadzić go na przesłuchanie w sprawie zamordowania Longshadowa. Przed opuszczeniem baru Eric grozi zemstą tym, którzy odpowiadają za śmierć wampirów w płomieniach. Sookie dociera do domu Billa w towarzystwie psa. Wpuszcza go do środka i razem kładą się spać. Rano dziewczyna odkrywa, że w jej nogach śpi nagi Sam Merlotte.                                                                                  |    |                            |                                |                      |               |                      |                                |
| 10 | 10 | I Don't Wanna Know         | Wielki sekret                  | Scott Winant         | Chris Offutt  | 9 listopada 2008     | 11 kwietnia 2009               |
| Sam wyjaśnia przerażonej Sookie, że może przybierać kształt dowolnego zwierzęcia. Kiedy Amy zauważa, że Jason i Eddie zaprzyjaźnili się, zmienia strategię i przekonuje chłopaka, że powinni być lepsi dla swojego więźnia. Tymczasem Tara wraz z matką świętują wypędzenie demonów i jadą na zakupy. W drodze do domu Jason i Amy kłócą się, co zrobić z Eddiem. Ostatecznie Amy zabija wampira kołkiem. Bill staje przed sądem wampirów. Dzięki poparciu ze strony Erica uzyskuje łagodniejszy wymiar kary: za zabicie wampira musi stworzyć nowego. |    |                            |                                |                      |               |                      |                                |
| 11 | 11 | To Love Is to Bury         | Dopóki śmierć nas nie rozłączy | Nancy Oliver         | Nancy Oliver  | 16 listopada 2008    | 18 kwietnia 2009               |
| Sookie i Sam udają się do pobliskiego miasteczka. Obydwoje wierzą, że zdobędą tam nowe informacje dotyczące sprawy tajemniczych zabójstw w Bon Temps. Jason pomaga Amy w pozbyciu się obciążających ich dowodów, ale coraz bardziej martwi się o przyszłość ich związku. Lafayette z niechęcią śledzi najnowsze poczynania pewnego senatora, który promuje się jako zagorzały przeciwnik wampirów. |    |                            |                                |                      |               |                      |                                |
| 12 | 12 | You'll Be the Death of Me  | Koniec koszmaru                | Alan Ball            | Raelle Tucker | 23 listopada 2008    | 25 kwietnia 2009               |
| Sookie wpada na trop, który prowadzi do prawdziwego mordercy z miasteczka Bon Temps. Naraża ją to jednak na ogromne niebezpieczeństwo. Tara postanawia wykorzystać drugą szansę, którą daje jej Maryann. Jednocześnie postanawia też ograniczyć kontakty z Samem. Wizyta znanego przedstawiciela organizacji przeciwstawiającej się nadaniu praw obywatelskich wampirom, Orry'ego w areszcie zmienia sposób myślenia Jasona o świecie. Bill wyczuwa, że Sookie grozi ogromne niebezpieczeństwo. Mimo że dzieje się to za dnia postanawia wyruszyć dziewczynie na pomoc. Sam bardzo przeżywa spotkanie ze starym znajomym. Wyprowadza go on z równowagi.                                                     |    |                            |                                |                      |               |                      |                                |

### Sezon 2 (2009)
Premierowe odcinki drugiego sezonu Czystej krwi były nadawane od 28 listopada 2009 roku na kanale HBO Polska.	
| № | #  | Tytuł                    | Polski tytuł          | Reżyseria       | Scenariusz                      | Premiera (HBO)   | Premiera w Polsce (HBO Polska) |
| --- | -- | ------------------------ | --------------------- | --------------- | ------------------------------- | ---------------- | ------------------------------ |
| 13 | 1  | Nothing But The Blood    | Tylko krew            | Daniel Minahan  | Alexander Woo                   | 14 czerwca 2009  | 28 listopada 2009              |
| Tara krzyczy na parkingu przed restauracją Merlotte's. Dołącza do niej Andy. W swoim wozie odkrywa torbę, z której wypada martwe ciało. Billa czeka trudna rozmowa z Jessicą. Dziewczyna nie może zaakceptować surowych reguł obowiązujących w jego domu. Lafayette został zamknięty w piwnicy. Stara się zachować spokój, ale przeraża go perspektywa spędzenia kolejnych tygodni w takim miejscu. Maryann jedzie na komisariat, aby odebrać Tarę. Mile zaskoczona dziewczyna wskakuje bez namysłu do jej samochodu. W domu Billa zjawia się Sookie. Chce porozmawiać ze swoim chłopakiem. Przerywa im skąpo ubrana Jessica. Wiadomość o tym, że Bill zmienił ją w wampira wyprowadza Sookie z równowagi. Grupa członków Wspólnoty Słońca zbiera się do modlitwy. Stowarzyszenie przeciwstawia się integracji wampirów z resztą społeczeństwa. Jason spotyka się z Steve'em Newlinem, autorem książki, która podtrzymywała go na duchu w trudnych chwilach. Wielebny i Jason szybko odnajdują wspólny język. Steve i jego żona, Sarah zapraszają chłopaka do udziału w organizowanych przez swoje stowarzyszenie warsztatach. Maryann jest w domu, leży przy basenie w towarzystwie Tary i Eggsa. Paląc jointa dzieli się z nimi przemyśleniami. Kobieta wyjaśnia, że greccy bogowie byli jej zdaniem bliżsi ludziom niż współczesne bóstwa. W starym domu Comptonów pojawia się Sookie. Chce się dowiedzieć, czy Bill odpowiada za śmierć wuja Bartletta. Mężczyzna przyznaje, że ukarał go za krzywdy, jakie wyrządził w dzieciństwie dziewczynie. |    |                          |                       |                 |                                 |                  |                                |
| 14 | 2  | Keep This Party Going    | Zabawa trwa           | Michael Lehmann | Brian Buckner                   | 21 czerwca 2009  | 5 grudnia 2009                 |
| Zszokowany Lafayette patrzy na porozrzucane po całej piwnicy szczątki Royce'a. Eric zabiera go na przesłuchanie. Bill i Sookie leżą w łóżku. Dziewczyna czuje się niekomfortowo. Boi się, że Jessica mogłaby ich usłyszeć. Para zastanawia się jak najlepiej wychować młodą wampirzycę. Jason jedzie na warsztaty, które odbywają się w Instytucie Dziennego Światła. W autobusie panuje radosna atmosfera. Wszyscy są serdeczni i śpiewają piosenki. W domu Maryann, Tara rozpoczyna rozmowę z Eggsem. Chciałaby się czegoś więcej dowiedzieć na temat jego przeszłości. Rozpoczyna się konferencja, w której bierze udział Jason. Wielebny Steve Newlin wita gorąco wszystkich uczestników. Towarzyszy mu żona. Sookie pojawia się w Merlotte's. Chce wiedzieć jak się miewa Tara. Dziewczyna przyznaje, że czuje się dziwnie mieszkając u Maryann. Sookie proponuje koleżance, aby ta przeprowadziła się do domu jej babci. Bill załatwia sprawy na mieście. W tym czasie Sookie i Jessica rozmawiają o swoich rodzinach. Młoda wampirzyca opowiada o swej tęsknocie za rodzicami i siostrą. Wzruszona Sookie przestaje racjonalnie myśleć i zgadza się zawieść dziewczynę do jej domu. Jessica zamiast spokojnie obserwować rodzinę od razu podbiega pod dom. Zauważa ją matka, która zaprasza córkę do domu. Na początku spotkanie przebiega w miłej atmosferze. Niestety, nagły wybuch gniewu ojca sprawia, że Jessica obnaża swoje kły. Dziewczyna przypiera ojca do ściany. Kiedy już ma zanurzyć w jego ciele kły, w drzwiach domu pojawia się Bill. |    |                          |                       |                 |                                 |                  |                                |
| 15 | 3  | Scratches                | Zadrapania            | Scott Winant    | Raelle Tucker                   | 28 czerwca 2009  | 12 grudnia 2009                |
| Bill wiezie obie kobiety do Bon Temps. Jest zły na Sookie. Obwinia ją za to co się stało. Rozżalona dziewczyna postanawia wysiąść z samochodu i wrócić do domu na piechotę. Szybko orientuje się, że ktoś za nią idzie. Dziwny stwór atakuje Sookie. Wtedy pojawia się Bill, który płoszy sprawcę. Bill ma nadzieję, że Eric pomoże uratować dziewczynę. Stary wampir wzywa na pomoc karlicę dr Ludwig. Okazuje się, że Sookie została poddana działaniu silnej trucizny. Sookie budzi się następnego dnia. Czuje się znakomicie. Zagląda do niej Ginger, która w ciągu dnia zajmuje się barem Fangtasia. Kobiety zaczynają rozmawiać. Sookie słyszy myśli dziewczyny. Dowiaduje się, że jest Lafayette jest przetrzymywany w piwnicy. Sookie dobija targu z Erikiem – pojedzie do Dallas szukać jego zaginionego przyjaciela w zamian za uwolnienie przyjaciela i 10 tys. dolarów. Maryann organizuje przyjęcie. Większość gości jest pijana i zachowują się bardzo niestosownie. Tara zastanawia się czy to co się obok niej dzieje jest normalne. Sam jest gotów do wyjazdu z Bon Temps. Na parkingu spotyka swojego psa. Postanawia udać się z nim na ostatnią przechadzkę. Z lasu wychodzi Daphne, która po chwili dołącza do mężczyzny. |    |                          |                       |                 |                                 |                  |                                |
| 16 | 4  | Shake and Fingerpop      | Noc szaleństwa        | Michael Lehmann | Alan Ball                       | 12 lipca 2009    | 19 grudnia 2009                |
| Tara rozmawia z Sookie przez telefon. Dziewczyny dogadują szczegóły wspólnego mieszkania. Do kuchni wchodzi Maryann, która słyszy przez przypadek całą rozmowę. Jest bardzo rozczarowana, że Tara chce się od niej wyprowadzić. Jason i Steve jeżdżąc jeepem strzelają do manekinów, które udają wampiry. Po zakończeniu zabawy, obaj mężczyźni jadą na kolację przygotowaną przez Sarah. Gospodyni podaje im swoje słynne danie. Gdy Sarah stoi przy grillu, Jason zaczyna na jej temat fantazjować. Po kolacji Steve oświadcza Jasonowi, że chce wyszkolić armię gotową służyć Bogu. Restauracja Merlotte's jest niemal pusta z powodu przyjęcia urodzinowego Tary. Całe miasteczko bawi się w domu Stackhouse’ów. Impreza rozkręca się na dobre. Z dala od gości Maryann zamyka oczy i zaczyna szeptać w dziwnym języku. Tara i Eggs rzucają się sobie w ramiona. Pozostali goście tracą kontrolę nad swoim zachowaniem. Samolot Billa, Sookie i Jessiki ląduje w Dallas. Na lotnisku czeka na nich limuzyna z kierowcą. Do bagażnika zostają załadowane dwie trumny. Sookie słyszy złe myśli kierowcy. Nagle z trumny wyskakuje Bill. Pod oknem Lafayette'a zjawia się Eric. Chce wejść do środka ponieważ wie, że pozbawiony opieki lekarskiej mężczyzna umrze. W ranę postrzałową Lafayette'a wdało się zakażenie. Sookie poznaje w hotelu chłopaka Barry’ego, który podobnie jak ona umie czytać w myślach innych ludzi, ale on wciąż ją unika. |    |                          |                       |                 |                                 |                  |                                |
| 17 | 5  | Never Let Me Go          | Nie pozwól mi odejść  | John Dahl       | Nancy Oliver                    | 19 lipca 2009    | 26 grudnia 2009                |
| Sam wie, że Daphne zna jego tajemnicę. Kiedy Sam podnosi wzrok widzi jak Daphne zmienia się w łanię. Sookie wychodzi z pokoju, aby zamówić śniadanie. Ma też nadzieję, że spotka na korytarzu Barry’ego. Kolejny raz stara się zdobyć jego zaufanie. Chłopak wciąż nie chce jednak jej słuchać. Arlene zaczyna dyskusje z Daphne, denerwuje ją fakt, że nowa kelnerka zainteresowała się szefem. Ich rozmowę przerywa przybycie Lafayette'a. Wszyscy cieszą się z jego powrotu, a Sam zauważa widoczną zmianę w jego zachowaniu. Maryann wyjaśnia Tarze, że musi znaleźć nowy dom. Skrępowana Tara tłumaczy się, że nie może zaprosić jej do siebie przez co Maryann wydaje się być urażona. Bill, Sookie i Eric spotykają się ze Stanem i Isabel, wampirami z Dallas. Zebrani kłócą się, Stan chce wszcząć wojnę, a Isabel oskarża go, że pod nieobecność Godrica uzurpuje sobie prawo do bycia przywódcą grupy. Jason bierze gorącą kąpiel chce odpocząć po wyczerpującym dniu po chwili do łazienki wchodzi Sarah, która cicho zamyka za sobą drzwi. Tara wraca do domu po ciężkim dniu, Maryann krząta się po kuchni i oświadcza dziewczynie, że zaczęła rozglądać się za nowym domem. Tara przerywa jej mówiąc, że może u niej zostać w domu Sookie. |    |                          |                       |                 |                                 |                  |                                |
| 18 | 6  | Hard-Hearted Hannah      | Serce z kamienia      | Michael Lehmann | Brian Buckner                   | 26 lipca 2009    | 2 stycznia 2010                |
| Eric ma nadzieję, że pojawienie się pięknej wampirzycy odwróci uwagę Billa od Sookie. Lorena chętnie przystaje na współpracę. Bill i Sookie leżą w hotelowym łóżku gdy do ich pokoju wchodzi Isabel wraz ze swoim facetem. Hugo zgodził się przeniknąć wraz z Sookie do Wspólnoty Słońca. Sookie i Hugo szykują się do wyjścia z hotelu i rozmawiają o związkach z wampirami. Hugo wyznaje, że jest z Isabel od roku. Pomimo nalegań, kobieta nie chce zmienić go w wampira. Hugo wyjaśnia swoje motywacje, nie chce starzeć się u boku wiecznie młodej partnerki. Sookie i Hugo udają narzeczeństwo i podjeżdżają pod kościół. Na miejscu wita ich Sarah. Zdenerwowana Sookie dostaje słowotoku. Para szuka kościoła, w którym mogłaby wziąć ślub. Newlinowie nalegają by Sookie obejrzała cały kościół. Bill czuje, że Sookie jest w niebezpieczeństwie. W jego pokoju zjawia się Lorena, która zabrania mu wyjść na zewnątrz. Jest jego twórcą przez co ma nad nim władze. Eggs i Tara wracają ze sklepu do domu. Trawnik i ogród są pełne śmieci i ubrań, a na miejscu trwa przyjęcie. Mieszkańcy miasteczka biegają nago i biorą udział w orgii. Sam i Daphne biegną po lesie, podczas gdy dobiegają ich dźwięki bębna. Pomimo protestów Sama, Daphne podąża w tamtą stronę. |    |                          |                       |                 |                                 |                  |                                |
| 19 | 7  | Release Me               | Uwolnij mnie          | Michael Ruscio  | Raelle Tucker                   | 2 sierpnia 2009  | 9 stycznia 2010                |
| Pijany Andy Bellefleur pojawia się na przyjęciu w domu Sookie. Ze zdumieniem patrzy na Maryann, która ma właśnie wyrwać Samowi serce z piersi. Andy strzela w powietrze, a Samowi udaje się uciec. Eric i Isabel czają się przed kościołem Wspólnoty. Wampir jest ciekawy dlaczego Isabel związała się ze śmiertelnikiem. Kobieta odpowiada, że krótkie życie zapewnia ludziom mocniejsze przeżycia. Eggs i Tara budzą się na werandzie domu Sookie i nie pamiętają niczego co się wydarzyło. Uznają, że stracili przytomność po wypaleniu jointa. Sam odnajduje Daphne na pomoście nad jeziorem ma do niej ogromny żal ponieważ dziewczyna jest wierną towarzyszką Maryann i działa na niekorzyść Sama. Bill i Lorena wspominają wspólnie spędzone lata. Bill grozi, że zabije się, jeśli Lorena go nie uwolni. Ich rozmowę przerywa pukanie do drzwi. Barry chce przekazać Billowi wiadomość, którą usłyszał od Sookie. Sookie jest w ogromnym niebezpieczeństwie. Niespodziewanie z pomocą przychodzi jej Godric. |    |                          |                       |                 |                                 |                  |                                |
| 20 | 8  | Timebomb                 | Bomba zegarowa        | John Dahl       | Alexander Woo                   | 9 sierpnia 2009  | 16 stycznia 2010               |
| Sookie jest wdzięczna Godricowi za pomoc. Nagle zjawia się Eric, który pada na kolana przed swoim stwórcą. W barze Lafayette stawia Tarze tarota, pojawia się tam skołowany Eggs. Twierdzi, że znów stracił przytomność na kilka godzin i nic nie pamięta. Sookie i Eric próbują wymknąć się z posesji Wspólnoty. Nie jest to proste zadanie, dlatego dość szybko zostają złapani. W kościele rozpoczyna się bitwa pomiędzy wampirami a ludźmi. Sam zagląda do zamkniętego baru w chłodni znajduje ciało Daphne, jej serce zostało wyrwane z piersi. Przed restauracją zatrzymuje się radiowóz. Mężczyzna zostaje zatrzymany przez policję. Jason przeprasza Billa za brak zaufania. Wampir próbuje wyjaśnić Sookie dlaczego nie mógł przybyć jej z pomocą. Opowiada o Lorenie. Wyznaje, że był jej zakładnikiem. Sookie i Bill mają żal do Erica za narażanie ich życia. Do rezydencji wchodzi Luke, przyjaciel Jasona ze Wspólnoty Słońca. Jego ciało jest opasane bombą zamkniętą w kasecie z drewna i srebra. Wszyscy są zszokowani, a chłopak bez namysłu wciska guzik detonatora. |    |                          |                       |                 |                                 |                  |                                |
| 21 | 9  | I Will Rise Up           | Przed wschodem słońca | Scott Winant    | Nancy Oliver                    | 16 sierpnia 2009 | 23 stycznia 2010               |
| Bill wbiega do budynku, chce odnaleźć Sookie. Dziewczyna przeżyła, bo osłonił ją Eryk. Stary wampir każe Billowi ruszyć w pościg za uciekającymi Żołnierzami Słońca. Eric prosi Sookie o pomoc. W jego piersi jest odłamek srebra. Dziewczyna ma je wyssać robi to bez zastanowienia ponieważ jest wdzięczna wampirowi za uratowanie życia. Na komisariacie pojawia się Maryann, która szuka Sama. Kobieta wchodzi do aresztu i żąda widzenia z Merlottem. W jego celi leżą jedynie porozrzucane ubrania. Eggs, Tara i Maryann grają w karty. Do domu wchodzi Lafayette w towarzystwie Lettie Mae, matki Tary. Chcą zabrać ze sobą dziewczynę. Mimo protestów, Lafayette wyciąga ją na dwór. Nan Flanagan przyjeżdża przygotować wampiry z Dallas do spotkań z prasą. Godric chce wziąć na siebie całą odpowiedzialność za zajście. Ku zaskoczeniu zebranych, wampir oświadcza, że sam chciał spotkać się przedstawicielami Wspólnoty i nie był przetrzymywany siłą. Godric wyznaje Erykowi na dachu hotelu, że nie chce już dłużej żyć. Eric jest załamany i chce odejść wraz ze swoim twórcą. Stary wampir każe mu jednak odejść. Pojawia się Sookie, która deklaruje, że zostanie z Godrikiem do wschodu słońca. |    |                          |                       |                 |                                 |                  |                                |
| 22 | 10 | New World in My View     | Moja wizja świata     | Adam Davidson   | Kate Barnow, Elisabeth R. Finch | 23 sierpnia 2009 | 30 stycznia 2010               |
| Sookie, Jason i Bill wracają do Bon Temps i nie wierzą własnym oczom. W mieście panuje chaos i bezprawie. Sam ukrywa się w pokoju Andy’ego. Właściciel baru wyjawia policjantowi tajemnice Maryann. Jest ona starożytną menadą i chce złożyć Sama w ofierze swojemu bogowi. Jason dzwoni do biura szeryfa, odpowiada mu jedynie automatyczna sekretarka. Jason czuje, że w miasteczku dzieje się coś bardzo niedobrego. Chłopak postanawia udać się do Merlotte's. Sookie i Bill idą natomiast do domu babci. Chcą rozprawić się z Maryann. Sam i Andy pojawiają się w barze Merlotte's. Czeka tam na nich zasadzka. Wewnątrz knajpy kłębi się tłum oszalałych mieszkańców miasteczka. Andy wyciąga swoją broń i strzela w powietrze nikt jednak nie reaguje. Na środku ogródka dawnego domu babci stoi totem Maryann, a całe wnętrze domu jest dziwnie przystrojone. Wszędzie walają się śmieci i suche liście. Przerażona Sookie rozgląda się po pokoju. Ciszę przerywa dźwięk telefonu. Dzwoni Lafayette i prosi o pomoc, ma kłopoty z Tarą oraz radzi Sookie, aby jak najszybciej opuściła dom. Nagle pojawia się Maryann. Sookie i Bill idą do domu Lafayette'a. Tara jest w bardzo dziwnym stanie. Sookie chce odczytać jej myśli, ale dziewczyna nie chce z nią współpracować. Bill stara się wybudzić Tarę z letargu. Z barmanki zostaje zdjęty urok, jaki rzuciła na nią Maryann. Wraca jej świadomość, dziewczyna budzi się i oświadcza, że musi ratować Eggsa. Bill mówi Sookie, że zna pewną wampirzycę, która jest zdolna zabić Maryann. Chce ją odwiedzić, musi to jednak zrobić sam. |    |                          |                       |                 |                                 |                  |                                |
| 23 | 11 | Frenzy                   | Chaos                 | Daniel Minahan  | Alan Ball                       | 30 sierpnia 2009 | 6 lutego 2010                  |
| Bill przybywa do rezydencji Sophie-Ann, która nosi tytuł królowej wampirów. Mężczyzna zwraca się do jej o pomoc w unicestwieniu menady, która terroryzuje miasteczko Bon Temps. Sophie-Ann ma dużą wiedzę na temat tych stworzeń. Królowa zaczyna flirtować z Billem, nalega też, żeby wampir dotrzymał jej towarzystwa przez cały dzień. Tara stara się przekonać Sookie, że musi pomóc Eggsowi. Dziewczyna uważa jednak, że to zbyt ryzykowne. Bezradna Tara zaczyna krzyczeć i obrażać najbliższych. Sam wyjaśnia Andy'emu i Jasonowi, że posiada umiejętność przybierania zwierzęcej postaci. Właściciel baru znajduje na parkingu przerażone i głodne dzieci Arlene, które ukrywały się w lesie, zabiera je do Fangtasii. Ma nadzieję, że Eric pomoże mu zaprowadzić porządek w Bon Temps. Sookie odbiera wiadomość od Billa. Wampir informuje ją, że wróci później niż zakładał. Tara próbuje przekonać matkę, żeby ją uwolniła, a ta nie chcąc by jej córka cierpiała podstępem zabiera broń Lafayette'a i grozi nią jemu i Sookie. Lettie Mae grożąc bronią każe Sookie uwolnić Tare. Tarze udaje się uciec, a Sookie i Lafayette ogłuszają Lettie Mae i ruszają w ślad za dziewczyną. Tara znajduje Eggsa w domu Sookie, usiłuje zmusić go do wyjścia, ale w drogę wchodzi im Maryann. Bill i królowa leżą nad basenem. Sophie-Ann zachęca wampira do skosztowania krwi podległych jej ludzi. Bill nie chce zostać dłużej ponieważ wie, że Sookie czeka na jego pomoc. W domu królowej pojawia się Eric. Sookie i Lafayette docierają do zdemolowanego domu jej babci. W kuchni kłębi się tłum nieprzytomnych mieszkańców miasteczka. Sookie wchodzi do swojego dawnego pokoju, w którym Tara i Eggs moszczą posłanie dla wielkiego jaja. Dziewczyna próbuje uciec, ale drogę odcina jej Lafayette. Chłopak spogląda na nią czarnymi, szklistymi oczami. Sookie wie, że nie ma już ucieczki. |    |                          |                       |                 |                                 |                  |                                |
| 24 | 12 | Beyond Here Lies Nothin' | Dalej nie ma już nic  | Michael Cuesta  | Alexander Woo                   | 13 września 2009 | 13 lutego 2010                 |
| Lafayette każe rozebrać się przerażonej Sookie. Kiedy wystraszona dziewczyna zostaje w samej bieliźnie, mężczyzna rzuca w jej kierunku białą suknię i każe się jej w nią ubrać. W salonie stoi Maryann ubrana w ślubną suknię babci Sookie. Menada wykazuje duże zainteresowanie nowymi niezwykłymi umiejętnościami dziewczyny. Maryann chce się dowiedzieć, w jaki sposób Sookie wykrzesała ze swoich dłoni iskry. Eryk gra z królową w kości czeka na okazję, aby zacząć temat menady. Maryann nakłania gości weselnych do oblizania olbrzymiego strusiego jaja, które jest we krwi. Sookie posłusznie wykonuje rozkazy z dużą pewnością w głosie oświadcza jednak, że bóg Maryann nigdy się nie zjawi. Bill przybywa z Samem do domu babci i deklaruje, że chętnie wymieni go na Sookie. Sam zostaje przywiązany, a Eggs zatapia sztylet w jego ciele. Przerażona Sookie odczytuje jego myśli. Sam prosi ją, aby odwróciła uwagę Maryann oraz zniszczyła jajo i wszystko dookoła. Menada zostaje unicestwiona przez wielkiego białego byka, ale nie podejrzewa, że to zmiennokształtny Sam. Sam wypił dużą ilość wampirzej krwi Billa i dzięki temu udało mu się ujść z życiem. Bill przeprasza Sookie za to, że nie przekazał jej szczegółów swojego planu oraz przykro mu, że Sookie nie czyta w jego myślach. Mieszkańcy miasteczka budzą się z transu i są zszokowani tym, co widzą. Sookie rozkazuje im rozejść się i wchodzi do domu. Tara próbuje uspokoić rozhisteryzowanego Eggsa. Mężczyzna jest przerażony, jego dłonie ociekają krwią ale nie pamięta co się wydarzyło. Następnego dnia w barze Merlotte's, goście zastanawiają się nad przyczyną zbiorowej amnezji. Niektórzy twierdzą, że poddano ich działaniu eksperymentalnej terapii farmakologicznej. Inni upierają się, że zostali porwani przez kosmitów. Eggs chce dowiedzieć się prawdy od Sookie na temat tego co się wydarzyło. Dziewczyna czytając w jego myślach widzi ilu ludzi pod złym wpływem Maryann chłopak zabił. Eggs chce aby Andy go aresztował i chce oddać zszokowanemu mężczyźnie narzędzie zbrodni, nóż cały we krwi. Andy przerażony stara się uspokoić chłopaka, ale ten żąda od niego aresztowania. Jason widząc to, strzela prosto w głowę Eggsa ponieważ chce obronić Andy’ego. Zrozpaczona Tara słysząc strzały wybiega do Eggsa wraz z resztą osób. Bill zaprasza Sookie na romantyczną kolację, na której ma dla niej kilka niespodzianek. Sookie wychodząc z łazienki orientuje się, że Bill zniknął, a wszystko dookoła jest porozrzucane na podłodze. |    |                          |                       |                 |                                 |                  |                                |

### Sezon 3 (2010)
Premierowe odcinki trzeciego sezonu Czystej krwi były nadawane od 4 grudnia 2010 roku na kanale HBO Polska.	
| № | #  | Tytuł                           | Polski tytuł                | Reżyseria           | Scenariusz                      | Premiera (HBO)   | Premiera w Polsce (HBO Polska) |
| --- | -- | ------------------------------- | --------------------------- | ------------------- | ------------------------------- | ---------------- | ------------------------------ |
| 25 | 1  | Bad Blood                       | Zła krew                    | Daniel Minahan      | Brian Buckner                   | 13 czerwca 2010  | 4 grudnia 2010                 |
| Sookie prosi Erika o pomoc w odnalezieniu Billa. Andy nalega, aby Jason skończył to, co zaczął. Sam wraca myślami do przeszłości, a Tara próbuje otrząsnąć się po trudnych przejściach. |    |                                 |                             |                     |                                 |                  |                                |
| 26 | 2  | Beautifully Broken              | Urok słabości               | Scott Winant        | Raelle Tucker                   | 20 czerwca 2010  | 11 grudnia 2010                |
| Russell Edgington (Denis O’Hare), król wampirów z Mississippi, opracowuje plan, który ma na celu wzmocnienie jego władzy. Eric wspomina swoją przeszłość, a Sam poddaje próbie więzy łączące jego rodzinę. Tara znajduje bratnią duszę w podejrzanym wampirze, Franklinie Motcie (James Frain). |    |                                 |                             |                     |                                 |                  |                                |
| 27 | 3  | It Hurts Me Too                 | To, co boli                 | Michael Lehmann     | Alexander Woo                   | 27 czerwca 2010  | 18 grudnia 2010                |
| Szukając Billa, Sookie trafia do miasta Jackson, w stanie Mississippi. Towarzyszy jej Alcide (Joe Manganiello), wilkołak, któremu Eric kazał chronić dziewczynę. Jason nie może skupić się na nauce do egzaminu w szkole policyjnej. Bud (William Sanderson) osiąga granice swoich możliwości, a Arlene otrzymuje nieoczekiwaną wiadomość. Tara jest zauroczona Franklinem, który ratuje Jessikę (Deborah Ann Woll) z opałów. Eric postanawia zostawić coś w spadku Lafayette'owi. Billa prześladują wizje z jego dawnego życia. Mężczyzna postanawia nieoczekiwanie złożyć przysięgę wierności.                                                                  |    |                                 |                             |                     |                                 |                  |                                |
| 28 | 4  | 9 Crimes                        | 9 przestępstw               | David Petrarca      | Kate Barnow, Elisabeth R. Finch | 11 lipca 2010    | 25 grudnia 2010                |
| Sookie i Alcide (Joe Manganiello) bawią się na hałaśliwym przyjęciu zaręczynowym jego dawnej dziewczyny, Debbie Pelt (Brit Morgan). Eric dostaje ultimatum, aby odszukać Billa. Andy otrzymuje awans, co sprawia, że Jason w końcu skupia się na nauce. Franklin zabiera Tarę na wycieczkę. Arlene (Carrie Preston) jest rozdrażniona obecnością Jessiki w Merlotte's. Sam zrywa umowę, którą zawarł z Tommym (Marshall Allman) i jego rodzicami – Melindą (J. Smith Cameron) i Joem Lee (Cooper Huckabee). Bill „kupuje” kolację dla Russella (Denis O’Hare) i Loreny (Mariana Klaveno).                                                                         |    |                                 |                             |                     |                                 |                  |                                |
| 29 | 5  | Trouble                         | Problem                     | Scott Winant        | Nancy Oliver                    | 18 lipca 2010    | 1 stycznia 2011                |
| Alcide i Sookie proszą przywódcę grupy wilkołaków o radę, bo nie umieją uporać się z pomagierami Russella. Tara rozważa propozycję Franklina, który zakończył zadanie zlecone mu przez Russella. Joe Lee łamie obietnicę złożoną Samowi i Tommy'emu. Jesus (Kevin Alejandro), który jest lekarzem matki Lafayette'a (Nelsan Ellis i Alfre Woodard), uczy go cierpliwości. Jason jest zauroczony tajemniczą dziewczyną o imieniu Crystal (Lindsay Pulsipher). Pamiątka z przeszłości przypomina Erikowi o jego dawnym życiu i pragnieniu zemsty. |    |                                 |                             |                     |                                 |                  |                                |
| 30 | 6  | I Got a Right to Sing the Blues | Prawo, by śpiewać bluesa    | Michael Lehmann     | Alan Ball                       | 25 lipca 2010    | 8 stycznia 2011                |
| Odrzucona przez Erika Sookie zaczyna coraz bardziej martwić się o Billa. Po krwawej i pełnej namiętności nocy, jego dalszy los zależy wyłącznie od Loreny. Tara zbiera w sobie siłę, aby odrzucić awanse Franklina. Tommy nie potrafi porzucić rodzinnego domu w Bon Temps. Jessica wciela w życie wszystko, czego nauczyła ją Pam. W związku Jasona i Crystal zaczyna się coś psuć, to samo dzieje się między Lafayette'em i Jesusem. Russell wyjawia swoje plany Erikowi i jedzie do Luizjany, aby przystąpić do ich realizacji. |    |                                 |                             |                     |                                 |                  |                                |
| 31 | 7  | Hitting the Ground              | Zderzenie z rzeczywistością | John Dahl           | Brian Buckner                   | 1 sierpnia 2010  | 15 stycznia 2011               |
| Prześladowana przez Lorenę Sookie poświęca wszystko, by uratować Billa, co przynosi dość nieoczekiwane konsekwencje. Sam przenika do środowiska, które organizuje walki psów, by wyzwolić Tommy’ego spod wpływu chciwych rodziców. Jason chce odkryć w więzieniu prawdę o Crystal. Summer przygotuwuje przedstawienie, by podsycić uczucia Hoyta. Debbie poprzysięga Alcide'owi zemstę. Eric wysyła Hadley w roli przynęty, by zdobyć informacje od Sophie-Anne. Russell przestaje słuchać Władzy i Sędziego (Željko Ivanek). |    |                                 |                             |                     |                                 |                  |                                |
| 32 | 8  | Night on the Sun                | Noc w słońcu                | Lesli Linka Glatter | Raelle Tucker                   | 8 sierpnia 2010  | 22 stycznia 2011               |
| Poruszona i pozbawiona złudzeń Sookie zaczyna poważnie wątpić w swój związek z Billem. Sophie-Anne przeprowadza się do nowej rezydencji, a Russell planuje w tajemnicy swój kolejny krok. Jessica wybacza Billowi. Mając nadzieję na uratowanie Crystal, Jason podejmuje nowe wyzwanie. Ruby Jean, matka Lafayette'a, zjawia się u syna z nieoczekiwaną wizytą. Sam próbuje utrzymać Tommy’ego w ryzach. W Merlotte's rozpoczyna pracę nowa kelnerka. Eric udowadnia, że jest lojalny wobec Russella. Sookie znajduje się w trudnej sytuacji, bo Alcide jest zdecydowany rozwiązać swoje domowe problemy.                                                         |    |                                 |                             |                     |                                 |                  |                                |
| 33 | 9  | Everything is Broken            | Wszystko się wali           | Scott Winant        | Alexander Woo                   | 15 sierpnia 2010 | 29 stycznia 2011               |
| Trzymając w ręku ratyfikowaną „Poprawkę o prawach wampirów”, Nan Flanagan wchodzi do baru Fangtasia, aby poznać z ust Erika kulisy zniknięcia Sędziego. Pogrążony w smutku Russell poprzysięga zemstę swoim wrogom w ludzkiej i wampirzej skórze. Wybudzony z drzemki Bill dowiaduje się, kim naprawdę jest Sookie. Jason występuje przeciw Feltonowi i Calvinowi i zyskuje nieoczekiwaną pomoc. Sama niepokoi nastawienie Tommy’ego. Tara zdobywa nowego sojusznika, którym okazuje się być jej dawny prześladowca. Hadley przedstawia Sookie nowego członka rodziny. Arlene martwi się o swoją przyszłość. Hoyt uświadamia sobie, co naprawdę czuje do Jessiki. |    |                                 |                             |                     |                                 |                  |                                |
| 34 | 10 | I Smell a Rat                   | Podejrzana sprawa           | Michael Lehmann     | Kate Barnow, Elisabeth R. Finch | 22 sierpnia 2010 | 5 lutego 2011                  |
| Bill z oporem wyjawia Sookie, że jej życie jest zagrożone. Jesus (Kevin Alejandro) jest zafascynowany tajemniczymi właściwościami napoju V. Wybuch złości Sama sprawia, że wracają do niego mroczne wspomnienia. Eric podejmuje środki ostrożności i spełnia życzenie. Arlene zwraca się do Holly (Lauren Bowles) z prośbą o pomoc w rozwiązaniu nie cierpiącego zwłoki problemu. Jason radzi sobie z nieoczekiwanym rozwojem wypadków, w których główne role grają Tara i Crystal. Jessica nie wie, czy wybrać Tommy’ego czy Hoyta. Po spotkaniu z Talbotem (Theo Alexander), Russell poprzysięga zemstę na wszystkich swoich wrogach.                           |    |                                 |                             |                     |                                 |                  |                                |
| 35 | 11 | Fresh Blood                     | Świeża krew                 | Daniel Minahan      | Nancy Oliver                    | 29 sierpnia 2010 | 12 lutego 2011                 |
| Bill stara się odzyskać zaufanie Sookie, czym naraża ją tylko na nowe niebezpieczeństwo. Eric wie, że jest fizycznie słabszy od Króla i mami Russella wizją spełnienia „największych marzeń wampira.” Jason jest oszołomiony rewelacjami Crystal. Sam rozpamiętuje mroczne wspomnienia i zrywa kontakty ze wszystkimi, z wyjątkiem Tary. Hoyt i Jessica zaczynają poważnie myśleć o wspólnej przyszłości. Z pomocą Holly, Arlene oddaje siebie i swój los pod opiekę bogini. Napój V budzi nowe demony Lafayette'a. |    |                                 |                             |                     |                                 |                  |                                |
| 36 | 12 | Evil Is Going On                | Źle się dzieje              | Anthony Hemingway   | Alan Ball                       | 12 września 2010 | 19 lutego 2011                 |
| Sookie mimo protestów Billa ratuje Erica, który umiera od promieni słonecznych. Eric nalega by Sookie również uratowała Russella, a później przywiązała go w barze Fangtasia. Matka Hoyta żąda aby Jessica trzymała się z dala od jej syna, lecz ten prosi Jessicę o rękę. Tara dowiaduje się, że Sam jest zmiennokształtnym. Jason ostrzega mieszkańców dając wystarczająco dużo czasu Feltonowi na zabicie Calvina. Bill i Eric polewają jeszcze żywego Russella cementem. Bill próbuje zabić w ten sam sposób Erica. Ericowi udaje się uciec. Sookie odwiedza grób babci, gdzie są Claudine i inne wróżki.                                                     |    |                                 |                             |                     |                                 |                  |                                |

### Sezon 4 (2011)
Premierowe odcinki czwartego sezonu Czystej krwi były nadawane od 1 października 2011 roku na kanale HBO Polska.	
| № | #  | Tytuł                           | Polski tytuł            | Reżyseria           | Scenariusz    | Premiera (HBO)   | Premiera w Polsce (HBO Polska) |
| --- | -- | ------------------------------- | ----------------------- | ------------------- | ------------- | ---------------- | ------------------------------ |
| 37 | 1  | She's Not There                 | Jej tam nie ma          | Michael Lehmann     | Alexander Woo | 26 czerwca 2011  | 1 października 2011            |
| Sookie wraz z Claudine przenoszą się do świata wróżek. Sookie znajduje tam swojego dziadka, który „umarł” przed 20-stoma laty. Sookie odkrywa, że królowa wróżkowego świata – Mab, stara się zatrzymać wróżkowe hybrydy w tym świecie. Sookie oraz jej dziadkowi udaje się uciec do „prawdziwego świata”.Sookie pokazuje dziadkowi grób babci Adele, po czym Earl (dziadek) umiera. Sookie powraca do swojego domu, w którym dowiaduje się, iż Jason jest policjantem. Lafayette i Jesus udają się do Marnie – lokalnej wiedźmy. |    |                                 |                         |                     |               |                  |                                |
| 38 | 2  | You Smell Like Dinner           | Pachniesz jak obiad     | Scott Winant        | Brian Buckner | 3 lipca 2011     | 8 października 2011            |
| Jason budzi się na brudnym materacu, dowiaduje się, iż Crystal powróciła i pragnie się z nim „rozmnożyć”. Razem ze swoim bratem Feltonem „przemieniają” Jasona w panterołaka. Tymczasem Sookie „walczy” o swój dom z Erikiem, który ów dom kupił. Sookie później poznaje dziecko Arlene i Terry’ego: Mikeya. |    |                                 |                         |                     |               |                  |                                |
| 39 | 3  | If You Love Me, Why Am I Dyin’? | Dlaczego umieram?       | David Petrarca      | Alan Ball     | 10 lipca 2011    | 15 października 2011           |
| Sookie znajduje Erica chodzącego bez koszulki w nocy po przydrożnych alejach. Dowiaduje się, iż Eric stracił pamięć, przez zaklęcie wypowiedziane przez Marnie. Jason wciąż jest w niewoli w Hotshot, błaga Crystal o zwrócenie mu wolności. Sookie odwiedza Alcide'a. Eric na końcu odcinka zabija wróżkę chrzestną Sookie – Claudine. |    |                                 |                         |                     |               |                  |                                |
| 40 | 4  | I'm alive and on fire           | Ja płonę                | Michael Lehmann     | Nancy Oliver  | 17 lipca 2011    | 22 października 2011           |
| Eric flirtuje z Sookie po zabiciu jej wróżki chrzestnej. Później Alcide przychodzi do domu Sookie w formie wilkołaka, aby śledzić Erica. Becky uwalnia Jasona z niewoli. Bill próbuje uzyskać od Pam informacje o obecnym zamieszkaniu Erica, ta kłamie mówiąc, że nie wie gdzie on jest. Marnie ma wizje pochodzące od hiszpańskiej wiedźmy (nekromanki) Antoni. Na Pam zostaje rzucona klątwa gnicia. |    |                                 |                         |                     |               |                  |                                |
| 41 | 5  | Me and the Devil                | Diabeł i ja             | Daniel Minahan      | Mark Hudis    | 24 lipca 2011    | 29 października 2011           |
| Jesus i Lafayette szykują się do wyjazdu do Meksyku. Arlene jest przestraszona napisem na ścianie. Pam stara się znaleźć sposób na jej klątwę. Tara mówi, ze chce wrócić do Nowego Orleanu. Tommy pokazuje Sammowi ciała jego martwych rodziców. Tara rozmawia z Sookie o swojej miłości w Nowym Orleanie – Naomi. |    |                                 |                         |                     |               |                  |                                |
| 42 | 6  | I Wish I Was the Moon           | Chciałbym być księżycem | Jeremy Podeswa      | Raelle Tucker | 31 lipca 2011    | 5 listopada 2011               |
| W czasie pełni Sookie szuka Jasona. Marnie łączy się z duchami przeszłości. Arlene i Terry mierzą się z piekielnym wypadkiem. Debbie nalega, by Alcide dołączył do nowej watahy wilkołaków. Tommy zamienia się miejscami z Samem. Lafayette czuje ducha Meksyku. Eric poddaje się woli swojego króla. |    |                                 |                         |                     |               |                  |                                |
| 43 | 7  | Cold Grey Light of Dawn         | Blady świt              | Michael Ruscio      | Alexander Woo | 7 sierpnia 2011  | 12 listopada 2011              |
| Nowe moce Marnie zmuszają Billa, by dla uratowania wampirów, postąpić w sposób, który nie spotka się z ich aprobatą. Luna dowiaduje się czegoś nowego o Samie. Andy idzie na randkę z Holly. Jessica zastanawia się nad swoją przyszłością z Hoytem. Alcide i Debbie podążają w inne strony. Eric zamienia swoją amnezję w atut. |    |                                 |                         |                     |               |                  |                                |
| 44 | 8  | Spellbound                      | Zaklęcie                | Daniel Minahan      | Alan Ball     | 14 sierpnia 2011 | 19 listopada 2011              |
| Podczas gdy Bill i Marnie planują swoje nocne spotkanie, Sookie i Eric dają wyraz swojego poparcia dla działań króla. Jason jest rozdarty pomiędzy przyjaźnią i pasją a Jessica zostaje wyrzucona z dwóch domów. Lafayette ma w sobie niespokojnego ducha. Tommy wchodzi w czyjąś skórę. Sam spotyka się z Marcusem, byłym Luny i liderem watahy Alcide’a. Nie jest to miłe spotkanie. |    |                                 |                         |                     |               |                  |                                |
| 45 | 9  | Run                             | Uciekajmy stąd          | Romeo Tirone        | Brian Buckner | 21 sierpnia 2011 | 26 listopada 2011              |
| Dochodząc do siebie po ostatnich traumatycznych wydarzeniach, Sookie ma wizję świata, w którym udaje jej się pogodzić obok siebie zarówno Billa jak i Erica. Jesus stara się przegonić ducha z Lafayette’a. Marcus namawia Alcide’a, by pomógł mu w sprawie z Samem. Bill i Nan Flanagan nie mogą znaleźć wspólnej drogi. Hoyt prosi Jasona o przekazanie czegoś Jessice. Pomimo obaw Tary i Hoyta, Marnie planuje swoje kolejne posunięcie przeciwko wampirom na „Festiwalu Tolerancji” w Shreveport. |    |                                 |                         |                     |               |                  |                                |
| 46 | 10 | Burning Down the House          | Zgliszcza               | Lesli Linka Glatter | Nancy Oliver  | 28 sierpnia 2011 | 3 grudnia 2011                 |
| W Shreveport sytuacja staje się krytyczna. Sookie musi przywołać swoje najsilniejsze moce, by ratować Billa, przełamać zaklęcie Marnie/Antonii i spowodować, by zmieniła swoje plany. Jason nalega, by dla dobra Hoyta, Jessica zahipnotyzowała go. W ramach interwencji Terry zaciąga Andiego do ”Fort Bellefleur”. Alcide ponownie rozważa swoją lojalność wobec Marcusa po tym, jak pobił Tommiego. Jesus, Sookie, Lafayette i Jason starają się przełamać zabezpieczenia zostawione w Moongoddess Emporium przez Marnie oraz uwolnić Tarę i Holly, podczas gdy Bill przewodzi brygadzie wampirów gotowych wysadzić to miejsce w powietrze.                         |    |                                 |                         |                     |               |                  |                                |
| 47 | 11 | Soul of Fire                    | Dusza w płomieniach     | Michael Lehmann     | Mark Hudis    | 4 września 2011  | 10 grudnia 2011                |
| Gdy starcie Wicannie kontra wampiry osiąga punkt krytyczny, Sookie wzywa swoje moce by zapobiec oczarowaniu przez Marnie Billa, Erika i Pam, i skłonieniu ich do samobójczego marszu. W tym czasie Jesus rzuca tajemnicze zaklęcie by rozwiązać czary Antonii i złamać śmiercionośną obronę wiedźmy. Sam wyrównuje rachunki z Marcusem. Alcide konfronuje się z Debbie w sprawie jej oddania. Andy odnajduje niespodziewaną pasję w lesie. Lafayette jest pochłonięty przeszłością. |    |                                 |                         |                     |               |                  |                                |
| 48 | 12 | And when I Die                  | A kiedy umrę            | Scott Winant        | Raelle Tucker | 11 września 2011 | 17 grudnia 2011                |
| Jest Samhain, Największe święto Wiccan i duchy zmarłych pojawiają się w Bon Temps służąc cenną pomocą Sookie w walce z nowym wcieleniem Marnie. Ostatnie wydarzenia w życiu Lafayette’a jako medium naruszają jego związek z Jesusem. Jason znajduje ukojenie dla duszy, ale nie ciała. Alcide składa szczere wyznanie kobiecie, którą kocha. Niespodziewany gość składa Terry’emu wizytę u Merlotte’a. Choć raz Sam i Luna wyobrażają sobie bajkowe zakończenie. Nan zbyt często pojawia się u Billa i Erica. Debbie konfrontuje się z Sookie i Tarą, co powoduje śmiertelne konsekwencje, a mieszkańcy Bon Temps przygotowują się na nowy kryzys o znajomym obliczu. |    |                                 |                         |                     |               |                  |                                |

### Sezon 5 (2012)
Premierowe odcinki czwartego sezonu Czystej krwi były nadawane od 29 września 2012 roku na kanale HBO Polska.	
| № | #  | Tytuł                             | Polski tytuł               | Reżyseria           | Scenariusz      | Premiera (HBO)   | Premiera w Polsce (HBO Polska) |
| --- | -- | --------------------------------- | -------------------------- | ------------------- | --------------- | ---------------- | ------------------------------ |
| 49 | 1  | Turn! Turn! Turn!                 | Czas przemiany             | Daniel Minahan      | Brian Buckner   | 10 czerwca 2012  | 29 września 2012               |
| Zrozpaczeni możliwością utraty Tary, Sookie i Lafayette zmagają się z tym, jak można jej pomóc, jednocześnie robiąc porządki po Debbie Pelt. W międzyczasie, Bill i Eric, robiąc własne porządki, przyjmują wizytę Władzy Wampirów, gdzie jedną z gości jest Nora, kobieta z przeszłości Erica. W poszukiwaniu Marcusa, wataha Alcide’a trafia na trop Sama. Pod nieobecność Billa Jessica korzysta z wolności i imprezuje z kilkoma lokalnymi licealistami. Jasona odwiedza Wielebny Steve Newlin. Trauma Terry’ego odnawia się, gdy do miasteczka przyjeżdża jego kolega z wojska, Patrick. Alcide zjawia się, by ostrzec Sookie przed Russellem Edgingtonem. |    |                                   |                            |                     |                 |                  |                                |
| 50 | 2  | Authority Always Wins             | Władza zawsze wygrywa      | Michael Lehmann     | Mark Hudis      | 17 czerwca 2012  | 6 października 2012            |
| Tara znów pojawia się w Bon Temps. W siedzibie Władzy Wampirów, w Nowym Orleanie, Bill i Eric poznają Salome i zostają zaznajomieni z technikami przesłuchań prowadzonych przez Władzę. Pam wspomina swoje ludzkie życie w San Francisco, w domu publicznym Comstock i jej pierwsze spotkanie z Erikiem. Wilkołaki J.D. i Rikki składają hołd Marcusowi, ale Alcide odmawia uczestnictwa oraz przejęcia należnej mu pozycji przywódcy watahy. Sam i Luna sprzeczają się po tym, jak Martha Bozeman zjawia się by zobaczyć wnuczkę. Obawiając się powrotu Russella, Sookie stara się o system zabezpieczenia domu. Arlene stara się zrozumieć nieobliczalne zachowanie Terry’ego. Steve Newlin składa pewną propozycję Jessice. Jason czuje ciężar swojego zachowania wobec kobiet. |    |                                   |                            |                     |                 |                  |                                |
| 51 | 3  | Whatever I Am, You Made Me        | Jestem twoim dziełem       | David Petrarca      | Raelle Tucker   | 24 czerwca 2012  | 13 października 2012           |
| Bill i Eric targują się o swoje życie z Kanclerzem i ich przywódcą, Romanem. Salome i Roman wciągają Steve’a Newlina na listę „przyjaznych twarzy” wampiryzmu w świetle powrotu Russella. Po tym, jak Tara ucieka w noc, Sookie udaje się do klubu Fangtasia, by prosić Pam o pomoc. Ta jest ciągle pochłonięta swoimi wspomnieniami o Ericu i dziwnych morderstwach w Comstock Brothel. Jason wpada na nauczyciela z liceum, ale ich spotkanie wywołuje niemiłe uczucia. |    |                                   |                            |                     |                 |                  |                                |
| 52 | 4  | We'll Meet Again                  | Jeszcze się spotkamy       | Romeo Tirone        | Alexander Woo   | 1 lipca 2012     | 20 października 2012           |
| Eric i Bill prowadzą poszukiwania Russella i zaczynają obawiać się o swoje życie. Sookie opowiada Alcidowi o Debbie Pelt. Wzburzony Lafayette nieumyślnie naraża życie Sookie na ogromne niebezpieczeństwo. W siedzibie Władzy Roman i Salome przesłuchują Norę, aby zdobyć informacje o Sanguinistach i tajemniczym zdrajcy w ich szeregach. Pam zmusza Tarę do posłuszeństwa. Andy i Jason wybierają się na przyjęcie w klubie burleski. Przyjaciel Sama zachęca go do ucieczki. Terry wraca wspomnieniami do traumatycznych wydarzeń z Iraku. Hoyt robi rekonesans w środowisku wampirów, Sookie topi smutki w alkoholu. |    |                                   |                            |                     |                 |                  |                                |
| 53 | 5  | Let's Boot & Rally                | Do boju!                   | Michael Lehmann     | Angela Robinson | 8 lipca 2012     | 27 października 2012           |
| Mając coraz mniej czasu Bill i Eric proszą Sookie, aby pomogła im w wytropieniu kryjówki Russella. Lafayette walczy z demonami i wzywa na pomoc ducha Jezusa. Patrick Devins i Terry są przetrzymywani w bunkrze w roli zakładników przez ich towarzysza broni z Iraku, Briana Ellera. Jasona ma przerażający sen. Jessica radzi Tarze, jak być wampirem. Sam odwiedza Lunę, aby powiedzieć jej jak zginęli ich zmieniający postać znajomi. |    |                                   |                            |                     |                 |                  |                                |
| 54 | 6  | Hopeless                          | Beznadzieja                | Daniel Attias       | Alan Ball       | 15 lipca 2012    | 3 listopada 2012               |
| Po krwawych wydarzeniach w zakładzie psychiatrycznym Sookie ma bardzo złe przeczucia. W barze Fangtasia dochodzi do walki wampirzyc, przerwanej przez Pam, która chwali Tarę za wytrwałość. Lafayette odwiedza Ruby Jean, która podobnie jak on otrzymała niepokojącą wiadomość od Jezusa. Terry niepokoi się o bezpieczeństwo swojej rodziny, a kłopoty z Arlene kładzie na karb swojego pecha. Alcide rzuca wyzwanie JD’emu. Sam proponuje Andy’emu pomoc w prowadzeniu śledztwa w sprawie tajemniczych zabójstw swoich znajomych. Roman opracowuje plan, który ma na celu wywabienie Russella z kryjówki. |    |                                   |                            |                     |                 |                  |                                |
| 55 | 7  | In The Beginning                  | Na początku                | Michael Ruscio      | Brian Buckner   | 22 lipca 2012    | 10 listopada 2012              |
| Salome odkrywa karty, a Bill i Eric poznają smak świętej krwi. Wydarzenia w Hot Wings sprawiają, że Sookie zaczyna zastanawiać się, jak wyglądałoby jej życie, gdyby nie posiadała swojego daru. Sam jest na tropie zabójców swoich znajomych. Hoyt zawiązuje nowe przyjaźnie. Podczas konfrontacji z J.D., Alcide przygotowuje się psychicznie na najgorsze. Andy chce nawiązać kontakt z Budem, a Lafayette nieoczekiwanie otrzymuje pomoc w poszukiwaniach ciała Jezusa w Meksyku. Tarę odwiedza Lettie Mae, a Arlene coraz bardziej martwi się o Terry’ego i postanawia wybrać się w sentymentalną podróż. |    |                                   |                            |                     |                 |                  |                                |
| 56 | 8  | Somebody That I Used to Know      | Ktoś niegdyś mi znany      | Stephen Moyer       | Mark Hudis      | 29 lipca 2012    | 17 listopada 2012              |
| W siedzibie Władzy Kanclerze upajają się zwycięstwem po masakrze, do której doprowadziła Lilith. Eric dostaje wiadomość od Godrica. Bill jest wstrząśnięty wspomnieniami z odległej przeszłości. Z pomocą Claude’a i jego sióstr Sookie i Jason jadą na miejsce zabójstwa rodziców, gdzie dokonują szokującego odkrycia. Luna wczuwa się w sytuację Sama. Hoyt dostaje prezent od swoich nowych przyjaciół. Lafayette organizuje seans, aby zdjąć klątwę. J.D. decyduje się na otwartą walkę z Alcidem. |    |                                   |                            |                     |                 |                  |                                |
| 57 | 9  | Everybody Wants To Rule The World | Każdy chce rządzić światem | Daniel Attias       | Raelle Tucker   | 5 sierpnia 2012  | 24 listopada 2012              |
| Władza przystępuje do realizacji planu Lilith, a Eric opracowuje plan ucieczki. Babcia podsuwa Sookie kilka wskazówek dotyczących zabójstwa jej rodziców. Andy i Jason badają tropy, które prowadzą ich do grupy morderców. Alcide wspomina okres swojej inicjacji. Arlene jest świadkiem ostrego spięcia między Terrym i Patrickiem. Steve ma nowego przyjaciela. |    |                                   |                            |                     |                 |                  |                                |
| 58 | 10 | Gone, Gone, Gone                  | Po prostu zniknąć          | Scott Winant        | Alexander Woo   | 12 sierpnia 2012 | 1 grudnia 2012                 |
| Ataki wampirów na ludzi stają się coraz częstsze i Władza robi wszystko, aby zdobyć sympatię opinii publicznej. Nora stara się przeciągnąć Erica na stronę Lilith. Jason znajduje tajemniczy zwój, a Elijah, nowy Szeryf Wampirów Rejonu 5., zmusza Pam i Tarę do posłuszeństwa. Sam i Luna rozpoczynają poszukiwania Emmy. Russell czeka na sygnał. |    |                                   |                            |                     |                 |                  |                                |
| 59 | 11 | Sunset                            | Zachód słońca              | Lesli Linka Glatter | Angela Robinson | 19 sierpnia 2012 | 8 grudnia 2012                 |
| Bill coraz bardziej pogrąża się w religijnym fanatyzmie i wydaje Jessice rozkaz, przed którego wykonaniem dziewczyna bardzo się wzbrania. Wojsko zdobywa nagranie obciążające Russella i Steve’a, i składa Władzy ultimatum. Claude i Maurella zabierają Sookie na spotkanie z wróżką Elder, która może wiedzieć coś o starej, rodzinnej tajemnicy. Alcide kontaktuje się z ojcem, a Sam i Luna wybierają się na spotkanie z Władzą. |    |                                   |                            |                     |                 |                  |                                |
| 60 | 12 | Save Yourself                     | Ratuj się kto może         | Michael Lehmann     | Alan Ball       | 26 sierpnia 2012 | 15 grudnia 2012                |
| Eric podejmuje ostatnią próbę obalenia Władzy i uratowania Billa przed utratą człowieczeństwa. Andy zawiera umowę i godzi się na jej konsekwencje. Alcide przygotowuje się do kolejnej konfrontacji z J.D.. Sam i Luna wykorzystują wszystkie swoje umiejętności, aby uciec ścigającej ich Władzy. |    |                                   |                            |                     |                 |                  |                                |

### Sezon 6 (2013)
Premierowe odcinki szóstego sezonu Czystej krwi są nadawane od 17 czerwca 2013 roku na kanale HBO Polska.	
| № | #  | Tytuł                              | Polski tytuł         | Reżyseria         | Scenariusz      | Premiera (HBO)   | Premiera w Polsce (HBO Polska) |
| --- | -- | ---------------------------------- | -------------------- | ----------------- | --------------- | ---------------- | ------------------------------ |
| 61 | 1  | Who Are You, Really?               | Kim naprawdę jesteś? | Stephen Moyer     | Raelle Tucker   | 16 czerwca 2013  | 17 czerwca 2013                |
| Podczas gdy świat ujrzała nowa, skąpana we krwi inkarnacja Billa, Sookie, Eric, Jason, Jessica, Tara, Pam i Nora uciekają z siedziby Władzy. W tym czasie Samowi, Lunie i Emmie udaje się ominąć pilnujących ich strażników. Nowy samiec-alfa wilkołaczej watahy – Alcide – odkrywa, że mimo goryczy związanej z nową rolą, są też z tego korzyści. W Bon Temps Andy musi się zmierzyć z wychowywaniem swoich wróżkowych czworaczków. A w międzyczasie gubernator stanu Luizjana, Truman Burrell, ogłasza sezon polowania na wampiry. Jessica wraca do rezydencji Billa, a Jason łapie autostopa z przerażającym nieznajomym. |    |                                    |                      |                   |                 |                  |                                |
| 62 | 2  | The Sun                            | Słońce               | Dan Attias        | Angela Robinson | 23 czerwca 2013  | 24 czerwca 2013                |
| W Bon Temps zjawia się dawno utracony krewny Sookie i Jasona. Sookie poznaje przystojnego nieznajomego, który podobnie jak ona jest półwróżką. Eric bierze się za gubernatora. Bill wpada w trans, w którym Lillith ostrzega go o niebezpiecznej dla wampirów przyszłości. Sam spotyka fanatyków z grupy V.U.S (ang. Vampire Unity Society, pol. Stowarzyszenie Jedności Wampirów) oraz zostaje zaatakowany przez Alcide'a i Marthę, którzy porywają Emmę. |    |                                    |                      |                   |                 |                  |                                |
| 63 | 3  | You're No Good                     | Nie jesteś dobry     | Howard Deutch     | Mark Hudis      | 30 czerwca 2013  | 1 lipca 2013                   |
| Eric zirytowany agresją działań Burrella wobec wampirów, bierze sprawy w swoje ręce. Bill boleśnie testuje limity swoich nowych mocy, po czym z pomocą Jessiki porywa wynalazcę Tru Blood w celu zsyntetyzowania nowego typ krwi, jednak ma problemy ze znalezieniem odpowiedniego dawcy materiału. Sookie dowiaduje się dlaczego ściga ją Warlow. Sam otrzymuje niespodziewaną pomoc od Nicole i jej Stowarzyszenia Jedności Wampirów. Steve Newlin przekonuje się, że jego dawne ideały stały się jego koszmarem. |    |                                    |                      |                   |                 |                  |                                |
| 64 | 4  | At Last                            | W końcu              | Anthony Hemingway | Alexander Woo   | 7 lipca 2013     | 8 lipca 2013                   |
| Sookie dowiadując się prawdy o Benie (Warlow) zaprasza go na obiad. Eric odpowiada na agresywne anty-wampirze ataki Burrella zadając mu cios tam, gdzie ucierpi najbardziej. Córki Andy'iego w czasie nocy zmieniają się w nastolatki, a następnie zostają porwane przez Billa i Jessicę. Bill daje Takahashiemu za zadanie zsyntetyzowanie ich krwi. |    |                                    |                      |                   |                 |                  |                                |
| 65 | 5  | Fuck the Pain Away                 | Uwielbienie bólu     | Michael Ruscio    | Angela Robinson | 14 lipca 2013    | 15 lipca 2013                  |
| Sookie prosi Lafayette'a o nawiązanie kontaktu z jej rodzicami. Warlow wspomina swoje powstanie oraz relacje z Lilith. Eric i Tara dostają się do ośrodka, aby uratować Pam. Wampiry są tam poddawane serii nietypowych badań. Sarah Newlin odwiedza Jasona. Andy odkrywa ciała swoich córek. Jessica również zostaje aresztowana. |    |                                    |                      |                   |                 |                  |                                |
| 66 | 6  | Don't You Feel Me?                 | Czy mnie czujesz?    | Howard Deutch     | Daniel Kenneth  | 21 lipca 2013    | 22 lipca 2013                  |
| Bill zapada w śpiączkę, aby porozmawiać z Lilith o eskalacji konfliktu ludzi z wampirami. Eric, Pam, Nora, Jason i Jessica dostają się do Wampirzego Obozu. Sam podejmuje decyzję w sprawie przyszłości Emmy. Andy nadaje imię swojej ocalałej córce. Eric odkrywa prawdę o wznowieniu produkcji Tru Blood. Sookie uprawia seks z Warlowem, po tym jak dowiaduje się, że zabił on jej rodziców, aby ją chronić, ponieważ tej nocy planowali ją zabić. Bill atakuje rezydencję Gubernatora. |    |                                    |                      |                   |                 |                  |                                |
| 67 | 7  | In the Evening                     | Wieczorem            | Scott Winant      | Kate Barnow     | 28 lipca 2013    | 29 lipca 2013                  |
| Eric błaga Billa o pomoc w ratowaniu Nory przysięgając mu wierność. Sam ignoruje ostrzeżenie Alcide'a kiedy dowiaduje się o śmierci Terry’ego - postanawia wrócić do Bon Temps. Jason dostaje się do Obozu Wampirów wchodząc w szeregi ich przeciwników. Chce uratować Jessicę, jednak po drodze spotyka Sarah, która już nie boi się jego pogróżek, ponieważ Gubernator jest martwy. Jessica okazuje wdzięczność więźniowi, który poniósł karę za to, że nie chciał uprawiać z nią seksu. Sookie i Warlow przenoszą się do innego wymiaru dostępnego tylko dla wróżek. Dochodzi do zbliżenia. Warlow chce się ożenić z Sookie, ale ta nie jest tego pewna. |    |                                    |                      |                   |                 |                  |                                |
| 68 | 8  | A Change Is Gonna Come             | Już nie żyjesz       | Michael Lehmann   | Robin Veith     | 4 sierpnia 2013  | 5 sierpnia 2013                |
| Eric poprzysięga prywatną zemstę na ludziach odpowiedzialnych za śmierć Nory. Sookie rozważa propozycję Warlowa na zostanie jego żoną i przemianę w wampiro-wróżkę. W Obozie Wampirów więźniowie dostaje Tru Blood zarażoną specjalną odmianą wirusowego zapalenia wątroby, czyli WZW-V (ang. Hep-V). Wielebny Newlin ujawnia Sarah dlaczego niektóre wampiry nie chcą pić zakażonego Tru Blood. Ta postanawia zamknąć wszystkich buntowników w białym pokoju, gdzie spotka ich prawdziwa śmierć - zgodnie z wizją Billa. |    |                                    |                      |                   |                 |                  |                                |
| 69 | 9  | Life Matters                       | Hymn do życia        | Romeo Tirone      | Brian Buckner   | 11 sierpnia 2013 | 12 sierpnia 2013               |
| Sookie i Bill kłócą się o wykorzystanie krwi Warlowa. Eric dostaje się do Obozu Wampirów, uwalnia więźniów rozpoczynając masakrę ludzkich pracowników ośrodka. Sarah Newlin ucieka i otwiera dach w białym pokoju chcąc spalić wszystkie przebywające tam wampiry. Zapobiega temu Bill, który ofiaruje wampirom swoją krew chroniącą ich przed słońcem. Eric powstrzymuje Steve’a Newlina przed skosztowaniem krwi Billa i przytrzymuje go w promieniach słońca aż ten spłonie. Billa odwiedzają protegowane Lilith, jednak przed śmiercią ratuje go Jessica. Eric rozpoczyna niszczenie zainfekowanej krwi. Jason postanawia wypuszcić Sarah wolno. W Bon Temps ma miejsce pogrzeb Terry’ego Bellefleura, gdzie mieszkańcy miasta opowiadają historie związane ze zmarłym. |    |                                    |                      |                   |                 |                  |                                |
| 70 | 10 | We Will All Go Together When We Go | Cena bezpieczeństwa  | Scott Winant      | Kate Barnow     | 18 sierpnia 2013 | 19 sierpnia 2013               |
| W finale 6. sezonu, Bill dowiaduje się, że ocalenie wampirów miało swoją cenę - utracił on wszystkie boskie moce, które otrzymał pijąc krew Lilith. Sookie namawia Warlowa na rozpoczęcie randkowania zamiast ślubu. Warlow staje się agresywny i więzi swoją wybrankę. Bill uwalnia Takahashiego, ale jest bardzo przybity swoim postępowaniem wobec Sookie. Jessica zachęca Billa do ratowania Sookie (wraz z Jasonem, Violet, Andym i Adylin). Bill ratuje Sookie, ale Warlowowi udaje się uciec. Chce zabrać ze sobą Sookie, jednak w ostatniej chwili zjawia się jej dziadek-opiekun, przytrzymując Warlowa, aby Jason mógł go przebić kołkiem. Warlow ginie. Niedługo potem wszystkie dodatkowe moce wampirów, które otrzymali pijąc krew Billa znikają. Eric, który wyjechał w szwedzkie góry również traci moc co sprawia, że płonie. Sześć miesięcy później, w Bon Temps, rzeczy zaczynają wracać do normy: Bill pisze książkę o swoich przygodach, Sam Merlotte zostaje burmistrzem, Arlene przejęła lokal Sama i zmieniła jego nazwę na bar Bellefleurów, Sookie i Alcide są teraz razem, podobnie jak Jason i Violet. Jednak wirus Hep-V rozprzestrzenił się na ponad 1/8 populacji. Zainfekowane wampiry wpadają w amok masowo polując na ludzi. Sam i Bill proponują każdemu mieszkańcowi, aby przyjął pod swój dach wampira, który będzie mógł się na nich żywić w zamian za ochronę przed zarażonymi. Jessica prosi Andy’ego i Adylin o wybaczenie, poprzysięga, że będzie ich chronić. Andy prawie do niej strzela, ale Jessica pozostaje na straży. Wyrodna matka Tary, Lettie Mae, oferuje, że zostanie jej żywicielem jako odkupienie swoich win z czasów kiedy Tara była dzieckiem. W ostatniej scenie, w czasie przyjęcia na rzecz pojednania z wampirami, horda zainfekowanych wampirów zbiera się wokół baru Arlene i planuje atak na uczestników zabawy. |    |                                    |                      |                   |                 |                  |                                |

### Sezon 7 (2014)
| № | #  | Tytuł                | Polski tytuł             | Reżyseria       | Scenariusz      | Premiera (HBO)   | Premiera w Polsce (HBO Polska) |
| --- | -- | -------------------- | ------------------------ | --------------- | --------------- | ---------------- | ------------------------------ |
| 71 | 1  | Jesus Gonna Be Here  | Jezus przyjdzie tu       | Stephen Moyer   | Angela Robinson | 22 czerwca 2014  | 23 czerwca 2014                |
| Wampiry zarażone wirusem Hep V atakują Bon Temps pełną siła, pozostawiają wiele ofiar. W końcu zostają odwołane przez nieznaną osobę. Zdołały jednak porwać Arlene, Holly i Nicole, która jest w zaawansowanej ciąży (Sam jest ojcem). W czasie ataku ginie Tara, która wcześniej wybacza swojej matce (i żywi się jej krwią). Willa karmi Lettie Mae, aby wyleczyć jej rany. To powoduje halucynacje, w których matka widzi Tarę. Jason w końcu stawia się Violet. Pam wciąż szuka Erica wystawiając na niebezpieczeństwo swoje własne życie. Jessica stara się pozyskać zaufanie Adilyn i Andy’ego. Ktoś dostrzega jak Sam zmienia się z psa w człowieka. Pomimo tego, że Sookie słyszy wszystkie nienawistne myśli skierowane w jej stronę, prosi mieszkańców Bon Temps o to, aby skorzystali z jej pomocy. |    |                      |                          |                 |                 |                  |                                |
| 72 | 2  | I Found You          | Znalazłam cię            | Howard Deutch   | Kate Barnow     | 29 czerwca 2014  | 30 czerwca 2014                |
| Jason ma erotyczny sen o Ericu. Arlene i Holly wymyślają plan ucieczki, jednak sprawy przybierają niespodziewany obrót. Obsesja Lettie Mae na punkcie ponownego zobaczenia Tary jest coraz większa. Sookie, Andy, Alcide, Jason i Sam jadą do Saint Alice, aby dowiedzieć się czy ktokolwiek przetrwał ataki wampirów. Znajdują tam jedynie miasto duchów i masowy grób. W czasie gdy burmistrz i szeryf wyjechali, mieszkańcy Bon Temps biorą sprawy w swoje ręce. Jessica stara się pomóc Adilyn, która wpadła w ręce rozjuszonego tłumu. Sookie prosi Billa o pomoc. Pam odnajduje Erica, ale ich spotkanie nie jest szczęśliwe, ponieważ jej twórca jest zarażony wirusem Hep V. |    |                      |                          |                 |                 |                  |                                |
| 73 | 3  | Fire in the Hole     | Kryć się                 | Lee Rose        | Brian Buckner   | 6 lipca 2014     | 7 lipca 2014                   |
| Pam próbuje przekonać Erica do tego żeby się nie poddawał, jednak ten jest zbyt zmęczony długim życiem. W końcu jej się to udaje, ponieważ mówi Ericowi, że Jason uwolnił Sarah Newlin i ta ciągle żyje. Sarah uciekła i zmieniła tożsamość. Została kochanką guru, jednak jest zmuszona ponownie się ukrywać, ponieważ ten zostaje zabity przez poszukujących ją pracowników korporacji Yokonomo (odpowiedzialnych za produkcję Tru Blood). Sookie i Bill wprowadzają w życie swój plan, aby wróżka była przynętą na zarażone wampiry. Lafayette i James spędzają razem noc, opowiadając swoje historie będąc pod wpływem narkotyków. Wampiry odnajdują Sookie, wywiązuje się strzelanina, która kończy się tragicznie. Ginie Alcide, a wcześniej Maxine Fortenberry, która uczestniczy w ataku na nieludzi zorganizowanego przez mieszkańców Bon Temps. Wampiry, które używają porwanej Holly jako przynęty zostają zabite, a ona sama uratowana. |    |                      |                          |                 |                 |                  |                                |
| 74 | 4  | Death Is Not the End | Śmierć nie oznacza końca | Gregg Fienberg  | Daniel Kenneth  | 13 lipca 2014    | 14 lipca 2014                  |
| Sookie i Jason informują rodziny zmarłych o ich stracie (matka Hoyta, Alcide). Eric postanawia wrócić do Bon Temps, aby zobaczyć Willę (i Sookie), zabierając ze sobą niechętną Pam. James urządza Jassice „interwencję”, ponieważ od miesięcy nie piła ona ludzkiej krwi - od kiedy zabiła siostry Adilyn. Sookie w czyta myślach Holly i dowiaduje się, że Arlene i Nicole są przetrzymywane w „Fangtasia”. Sookie wraz z Billem zbiera ekipę, która pomoże uratować jej przyjaciółki. Dołączają do nich Eric i Pam. Ich próba zostaje zakłócona przez mieszkańców Bon Temps, którzy próbują dokonać ataku na wampiry. |    |                      |                          |                 |                 |                  |                                |
| 75 | 5  | Lost Cause           | Przegrana sprawa         | Howard Deutch   | Craig Chester   | 20 lipca 2014    | 21 lipca 2014                  |
| Po śmierci Alcide'a, Lafayette i James urządzają Sookie przyjęcie „na cześć życia”. Chcą, aby ta zamiast się smucić, wzięła się za siebie. W Dallas Eric i Pam składają wizytę Amber Mills - siostrze Sarah Newlin. Dowiadują się, że Sarah może być w mieście szukając schronienia u rodziców. Bill wspomina swoją przeszłość - czasy przed udziałem w Wojnie secesyjnej. Lettie Mae odurza swojego męża, aby dostać się na przyjęcie u Sookie (chce ponownie skosztować wampirzej krwi). Andy wybacza Jessice, mówiąc jej, że sam nie może zapomnieć o tragedii, jeśli ciągle widzi jak ona torturuje się wspomnieniami o tym wydarzeniu. Arlene udziela Sookie porad na temat tego jak poradzić sobie ze stratą bliskiej osoby. Pam odkrywa, że choroba Erica weszła już w drugą fazę. Arlene jest podrywana przez pięciusetletniego wampira Keitha, który uratował ją w klubie Fangtasia. Dochodzi do zbliżenia Jamesa z Lafayettem. Nakrywa ich Jessica. Lafayette konfrontuje się z Jessicą mówiąc jej, że nie zasługuje na Jamesa, ponieważ nie dba o niego i się nim nie interesuje. Obsesja Lettie Mae na punkcie ponownego kontaktu z Tarą doprowadza do tego, że dźga ona wampira nożem, przez co zostaje wyrzucona z przyjęcia. Nicole mówi mieszkańców Bon Temps, że uważa ich za nienormalnych, ponieważ ci zamiast zadumy urządzają huczne przyjęcie. Jason i Jessica uprawiają seks. Przez drzwi podsłuchuje ich zazdrosna Violet. Yakuza przerywa galę w Dallas, na której znajdują się Eric, Pam i rodzice Sarah Newlin. Ginie wielu uczestników. Sarah Newlin i jej matka, Nancy, próbują uciec, jednak ta druga zostaje zabita. Bill niespodziewanie odkrywa, że jest zarażony wirusem Hep V. Doszło do tego kiedy pił krew Sookie, która została zainfekowana po tym jak rozcięła sobie nadgarstek próbując nakłonić do ataku chore wampiry. |    |                      |                          |                 |                 |                  |                                |
| 76 | 6  | Karma                | Karma                    | Angela Robinson | Angela Robinson | 27 lipca 2014    | 28 lipca 2014                  |
| Ericowi udaje się schwytać Sarah, jednak do akcji wkracza Yakuza. Eric i Pam zostają pojmani, natomiast Sarah Newlin ucieka. Violet, w ramach odwetu za zdradę Jasona, porywa córkę Andy’ego oraz syna Holly. Jessica odkrywa, że Bill jest chory i wyjawia ten sekret Sookie. Bill próbuje złożyć swój testament. Chce przepisać swój majątek na Jessicę, jednak nie jest to możliwe, ponieważ prawo wampirze w tej kwestii nie jest uwzględniane przez władze stanowe. Prawniczka sugeruje wręczenie sobie olbrzymiej łapówki co powoduje zdecydowaną reakcję Billa. Lafayette uświadamia sobie, że halucynacje Lettie Mae mogą coś znaczyć. Sarah szuka schronienia u swojej siostry (chorej na Hep V). Ta nie chce jej znać, jednak zmienia zdanie kiedy Sarah wyjawia jej sekret antidotum na chorobę wampirów. Bill wracając do domu zauważa, że czekają na niego zapłakane Jessica i Sookie. |    |                      |                          |                 |                 |                  |                                |
| 77 | 7  | May Be the Last Time | Może to już ostatni raz  | Simon Jayes     | Craig Chester   | 3 sierpnia 2014  | 4 sierpnia 2014                |
| Eric w porywie złości zabija siostrę Sarah Newlin. W celu zidentyfikowania zwłok swojej matki do Bon Temps powraca Hoyt, wraz ze swoją nową partnerką - Brigette. Violet zaprasza Adilyn i Wade'a do swojego domu. Pozornie stara się jedynie dać im trochę więcej prywatności. Eric i Pam zgadzają się na współpracę z panem Gusem i organizacją Yakanomo. W tym samym czasie Sarah ukrywa się w dawnej siedzibie szkoleniowej Bractwa Słońca ((ang.) Fellowship of the Sun), gdzie ma halucynacje i widzi swojego dawnego męża Stave'a. Sookie chce pomóc Billowi prosząc Dr Ludwig o pomoc, jednak ta ucieka, gdy tylko dowiaduje się, że Sookie należy do królewskiego rodu wróżek. Po tej próbie prosi o pomoc swojego wróżkowego dziadka Nialla Briganda, który wyjawia jej, że nawet jego magia nie pomoże uratować Billa i powinna się pogodzić z jego stratą. Bill powraca wspomnieniami do czasów swojego człowieczeństwa i poznaniu swojej żony. Nicole komunikuje Samowi, że nie zamierza wychowywać swojego dziecka w tak niebezpiecznym miejscu jak Bon Temps i stawia mu ultimatum. Sookie chce pozostać z Billem aż do jego śmierci, dochodzi do ponownego zbliżenia kochanków. |    |                      |                          |                 |                 |                  |                                |
| 78 | 8  | Almost Home          | Prawie jak w domu        | Jesse Warn      | Kate Barnow     | 10 sierpnia 2014 | 11 sierpnia 2014               |
| Eric, Pam i Pan Gus łapią Sarah. Zarażony wampir pod wpływem jej krwi zostaje natychmiastowo uleczony. Lettie Mae i Lafayette przekonują wielebnego Danielsa, aby dołączył do nich w poszukiwaniach ponownego kontaktu z Tarą. Cała trójka ma wizję, w której widzą co się stało między nią, a jej ojcem. Bill opowiada Sookie o czasach bliskich powrotu do Bon Temps. Violet zwabia Jasona do swojego mieszkania, w którym przetrzymuje Jessicę, Adilyn i Wade'a. Jason wpada w pułapkę, jednak z opresji ratuje go nieoczekiwany wybawca. Hoyt na nowo poznaje i zakochuje się w Jessice. Sarah jest przetrzymywana w piwnicy klubu Fangtasia. Pan Gus zawiera umowę z Pam i Erikiem, jednak żadna ze stron sobie nie ufa. Eric zjawia się u Sookie żeby pokazać jej, że nie jest już chory na Hep-V. Kiedy dowiaduje się o tym, że Bill także jest chory, postanawia mu pomóc. Bill, Jasica i Sookie zakradają się tajnym wejściem do piwnicy Fangtasia'i. Bill ma wypić krew Sarah, jednak niespodziewanie odmawia. |    |                      |                          |                 |                 |                  |                                |
| 79 | 9  | Love Is to Die       | Miłość umiera            | Howard Deutch   | Brian Buckner   | 17 sierpnia 2014 | 18 sierpnia 2014               |
| Sookie i Jessica są zdruzgotane faktem, że Bill nie chce wypić antidotum na swoją chorobę, w rezultacie czego Jessica wymusza na swoim twórcy, aby ten ją uwolnił. Sam, wraz z Nicole, opuszcza Bon Temps zostawiając swoje listy pożegnalne Sookie i Andy'emu. Jessica opowiada Hoytowi, o tym, że kiedyś byli ze sobą, co powoduje, że Brigette rozstaje się z nim. Eric próbuje przekonać Billa do odstąpienia od swojej decyzji, jednak ostatecznie to Bill prosi Erica, aby ten porozmawiał z Sookie o tym, że powinna się przygotować na to, że Billa nie będzie już w pobliżu. Jason przygarnia smutną Brigette, w tym samym czasie Hoyt godzi się z Jessicą i ponownie w niej zakochuje. Eric w końcu spełnia marzenie Ginger. Korporacja Yakanomo dowiaduje się o tym, ze Eric i Pam ujawnili tajemnicę antidotum Sookie. |    |                      |                          |                 |                 |                  |                                |
| 80 | 10 | Thank You            | Dziękuję ci              | Scott Winant    | Brian Buckner   | 24 sierpnia 2014 | 25 sierpnia 2014               |
| Bill przekonuje Sookie, że jego pogodzenie się ze Prawdziwą Śmiercią jest właściwą decyzją. Jednak wróżka odmawia zabicia go za pomocą swojej mocy (mogłaby stracić na zawsze wszystkie swoje zdolności). Bill uważa, że Sookie otrzyma w ten sposób „normalne życie”, na które zasługuje. Eric i Pam zabijają Pana Gusa i jego obstawę biorąc Sarah Newlin w niewolę. Tym samym, po raz ostatni, ratują Sookie. Bill spotyka się z Jessicą oraz Hoytem i prosi ich o to żeby, jeśli naprawdę się kochają, pobrali się jeszcze przed jego śmiercią. Ślub dochodzi do skutku, uczestniczą w nim także Jason (świadek), Sookie (świadkowa), Andy (w roli udzielającego sakramentu) oraz Arlene i Holly. Bill ostatecznie godzi się z Andym zostawiając mu w spadku swoją ziemię i dom, ale pod warunkiem, że Jessica i Hoyt będą mogli tam mieszkać do końca swoich dni za jednego dolara miesięcznie. Sookie daje Jasonowie swoje błogosławieństwo dla jego związku z Brigette. Po rozmowie z Wielebnym Danielsem, spotyka się w nocy z Billem na cmentarzu w Bon Temps. Sookie odmawia pozbycia się swoich mocy, mówiąc, że tak jak Bill są one nierozerwalną częścią tego kim jest. Kochankowie po raz ostatni wyznają sobie miłość. Sookie pomaga Billowi wejść do grobu, w którym leżał w czasie wojny secesyjnej, po czym przebija jego serce drewnianym kołkiem. Pokryta krwią i zapłakana wraca do domu. Rok później Eric i Pam zakładają firmę New Blood ((pol.) Nowa Krew), która przynosi im olbrzymie zyski i trzy lata później debiutuje na giełdzie papierów wartościowych. Utrzymują, że nie udało im się schwytać Sarah Newlin, jednak zdobyli odrobinę jej krwi, którą zsyntetyzowali sztokholmscy specjaliści. Prawdą jest jednak, że Sarah jest przetrzymywana w piwnicy klubu Fangtasia, gdzie Pam pobiera 100 tysięcy dolarów opłaty za minutę picia krwi z uwięzionej, byłej żony wielebnego Newlina. Tymczasem w Bon Temps Sookie wyprawie przyjęcie z okazji Święta Dziękczynienia. Spodziewa się dziecka swojego nienazwanego męża. Pomaga jej Jason, który wraz z Brigette wychowuje teraz trójkę dzieci. Na przyjęciu zjawiają się także Sam i jego rodzina oraz większość znanych widzom mieszkańców Bon Temps. Serial kończy się przy dźwiękach piosenki Thank you ((pol.) Dziękujemy) autorstwa Led Zeppelin. |    |                      |                          |                 |                 |                  |                                |